# أمجور
أمجور (بالأُردية: آمچور) ويعني مسحوق المَنجَة هو مسحوق بهارات فاكهة مصنوع من المنجة الخضراء المجففة غير اليانعة ويستخدم تابلًا حمضيًا. يُنتَج في الغالب في الهند ويستخدم في نكهة الأطعمة   وإضافة الفوائد الغذائية للمانجو عندما تكون الفاكهة الطازجة في غير موسمها. 